# High School Musical: O Desafio
High School Musical: O Desafio (en portugués, High School Musical: el desafío) es una película juvenil brasilera, spin-off de la original estadounidense High School Musical. 
Como parte de la serie de adaptaciones realizadas a la película original enfocadas a la audiencia latinoamericana, es la tercera película producida por The Walt Disney Company en la región, luego de las versiones argentina y mexicana. Al igual que éstas, el elenco juvenil está intregrado por los ganadores y finalistas del formato High School Musical, La Selección, realizado a mediados del 2008 por el canal de televisión SBT en conjunto con Disney Channel Brasil.
Cuenta además, dentro del elenco adulto, con la participación de la cantante Wanessa Camargo.
El guion de la película es, al igual que sus predecesoras, adaptación de dos novelas publicadas por la editorial Disney Press, "High School Musical: Sueños de Broadway" y "La Batalla de las Bandas", pero a diferencia de éstas se filmó en Río de Janeiro, durante seis semanas entre mayo y junio del 2009. Su estreno fue en diciembre de 2009. 
La banda sonora también tiene algunas diferencias, siendo la misma adaptada por el compositor Guto Graça Mello.

## Sinopsis
Regresando de sus vacaciones, Olavo (Olavo Cavalheiro) no deja de pensar en su vecina Renata (Renata Ferreira) quien ha cambiado mucho durante el verano y se enamoran a primera vista. Olavo y Renata comprenden que su relación no prosperará a causa de que pertenecen a diferentes grupos dentro de la escuela: él es el jugador estrella del equipo de fútbol y ella la chica más estudiosa, que debe dar clases a Felipe, el hermano de Paula, la superestrella de la escuela.
Sin embargo, el nuevo año ha traído a los estudiantes una inesperada sorpresa: un concurso de música.

## Reparto
- Olavo Cavalheiro (Olavo)

El capitán y la estrella del equipo de fútbol de la escuela, "Lobos de crin". Se enamora de Renata.
- Renata Ferreira (Renata)

La chica más estudiosa de la escuela, da clases de tutorías. Se enamora de Olavo.
- Paula Barbosa (Paula)

La hermana de Fellipe y la chica más popular de la escuela. Le gusta ser el centro de atención y está decidida a ganar el concurso de música.
- Felipe Guadanucci (Fellipe)

El hermano de Paula y un artista muy talentoso. Vive opacado por su hermana.
- Karol Cândido (Karol)

La mejor amiga de Renata. Acepta formar parte del grupo "Paula y las invisibles" y sorprende con su excelente voz.
- Samuel Nascimento (Samuel)

Amigo de Olavo y miembro del equipo de fútbol de la escuela. Está decidido a ganar a ganar el campeonato de fútbol y ayudar a su grupo en la competencia musical.
- Beatriz Machado (Bia)

Amiga de Renata y la compositora de la banda. No sólo demuestra su talento para escribir, sino que también trae positividad al grupo de música.
- Moroni Cruz (Moroni)

Amigo de Olavo y miembro del equipo de fútbol de la escuela. También forma parte de la banda musical.
- Eduardo Landim (Ed)

Amigo de Olavo y miembro del equipo de fútbol de la escuela. También forma parte de la banda musical.
- Fábio Enriquez (Fábio)

Amigo de Olavo y miembro del equipo de fútbol de la escuela. También forma parte de la banda musical.
- Giselle Batista (Clara)

Está totalmente subordinada a la voluntad de Paula. Forma parte del grupo "Paula y las invisibles".
- Michelle Batista (Alícia)

Está totalmente subordinada a la voluntad de Paula. Forma parte del grupo "Paula y las invisibles".
- Débora Olivieri (Profesora Márcia)

La profesora de Artes de la escuela.
- Cláudio Torres Gonzaga (Director Gonzaga)

El director de la escuela.
- Tadeu Aguiar

Padre de Olavo.
- Teresa Seiblitz

Madre de Renata.
- Herbert Richers Jr.

Padre de Paula y Fellipe.
- Ilana Kaplan

Madre de Paula y Fellipe.

### Participaciones especiales
- Wanessa (ella misma)

Cantante famosa y exestudiante de la escuela. Vuelve al colegio para ayudar a organizar el concurso musical y también ser parte del jurado.
- Bernardo Falcone

Exalumno de la escuela y parte del jurado durante la competencia.
- Thays Gorga

Exalumna de la escuela y parte del jurado durante la competencia.

## Banda sonora
La dirección musical estuvo a cargo de Guto Graça Mello. Muchas de las canciones que aparecen en la película son adaptaciones al portugués de las canciones que se realizaron para las versiones argentina y mexicana.
| #  | Canción                     | Intérpretes                                                    | Título original        |
| -- | --------------------------- | -------------------------------------------------------------- | ---------------------- |
| 1  | Novo ano começou            | Renata, Olavo, Beatriz, Fellipe, Paula, Moroni, Karol y Samuel | El verano terminó      |
| 2  | Matemática                  | Renata y Fellipe                                               | -                      |
| 3  | Futebol                     | Olavo y "Lobos de crin"                                        | Siempre juntos         |
| 4  | Que papel é esse?           | Paula y Fellipe                                                | -                      |
| 5  | Romeu e Julieta             | Olavo y Renata                                                 | Yo sabía               |
| 6  | A procura do sol            | Renata y Beatriz                                               | A buscar el sol        |
| 7  | Conselho de amiga           | Renata y Wanessa                                               | -                      |
| 8  | Tudo está melhor (Arpoador) | Olavo                                                          | Hoy todo es mejor      |
| 9  | Eu sou única                | Paula y Las Invisibles                                         | Superstar              |
| 10 | Faça parte desse show       | Renata, Olavo, Beatriz, Fellipe, Moroni y Samuel (La Tribu)    | -                      |
| 11 | Atuar, Dançar, Cantar       | Todos                                                          | Actuar, Bailar, Cantar |
| 12 | Gosto Tanto                 | Wanessa                                                        | -                      |